# Magic Leap
Magic Leap là một công ty khởi nghiệp của Mỹ chuyên về thực tế tăng cường đang chế tạo thiết bị đeo đầu hiển thị võng mạc ảo xếp chồng hình ảnh 3D mô phỏng bằng máy tính lên các vật thể thế giới thực, bằng cách chiếu một trường sáng kỹ thuật số vào mắt của người dùng. Đây là nỗ lực nhằm xây dựng một chip trường sáng sử dụng quang tử học silicon.

## Lịch sử
Magic Leap do Rony Abovitz thành lập vào năm 2010. Tháng 10 năm 2014, khi công ty vẫn hoạt động trong tình trạng bí mật (nhưng được báo cáo là đang thực hiện các dự án liên quan đến thực tế tăng cường và thị giác máy tính), hãng đã quyên góp được hơn 540 triệu USD vốn mạo hiểm từ Google, Qualcomm, Andreessen Horowitz và Kleiner Perkins, trong số những nhà đầu tư khác. Richard Taylor của công ty hiệu ứng đặc biệt Weta Workshop được tham gia vào Magic Leap cùng Abovitz. Nhà văn khoa học viễn tưởng Neal Stephenson gia nhập công ty vào tháng 12 năm 2014. Graeme Devine là Giám đốc bộ phận sáng tạo và Trưởng nhóm game, ứng dụng và trải nghiệm sáng tạo.
Theo phiên bản trước đây trên trang web của hãng, startup này phát triển từ một công ty tên là "Magic Leap Studios" vào khoảng năm 2010 có thực hiện một cuốn tiểu thuyết đồ họa và một loạt tính năng quay phim, và vào năm 2011 đã trở thành một công ty, phát hành một ứng dụng thực tế tăng cường tại Comic-Con cùng năm đó. Một bản phân tích tháng 11 năm 2014 của Gizmodo, dựa trên danh sách công việc, đăng ký thương hiệu và các ứng dụng bằng sáng chế từ Magic Leap, kết luận rằng công ty dường như nhằm mục đích xây dựng "một Glass Google làm bằng steroid hoàn toàn có thể pha trộn đồ họa mô phỏng bằng máy tính với thế giới thực". Nó còn được so sánh với Microsoft HoloLens.
Trước Magic Leap, một màn hình gắn trên đầu sử dụng trường sáng đã được Nvidia trình diễn vào năm 2013, và MIT Media Lab cũng đã xây dựng một màn hình hiển thị 3D sử dụng "trường sáng nén"; thế nhưng Magic Leap khẳng định rằng họ đạt được độ phân giải tốt hơn với một kỹ thuật độc quyền mới dùng để chiếu một hình ảnh trực tiếp lên võng mạc của người sử dụng. Theo một nhà nghiên cứu đã từng tìm hiểu các bằng sáng chế của công ty, Magic Leap có khả năng sử dụng ống dẫn sóng silicon xếp chồng lên nhau.
Ngày 19 tháng 3 năm 2015, Magic Leap đã cho phát hành một đoạn video có tựa đề "Just another day in the office at Magic Leap". Video bao gồm cảnh chơi game thực tế tăng cường và các ứng dụng sản xuất nhưng không rõ là liệu video này là cảnh quay thực tế sử dụng công nghệ của họ hay một trải nghiệm được mô phỏng. Ngày 10 tháng 10 năm 2015, Magic Leap còn phát hành một đoạn phim thực tế về sản phẩm của họ. Trong khi vẫn không cho thấy bất kỳ phần cứng, đoạn phim nào được quay thông qua một thiết bị Magic Leap mà không sử dụng các hiệu ứng đặc biệt hoặc dàn dựng. Video đã trình diễn phép ánh xạ không gian 3D với công nghệ cản trở và phản ánh rõ ràng các đối tượng ảo tương tác với các đối tượng thực. Ngày 9 tháng 12 năm 2015, Magic Leap đã công bố vòng tài trợ chuỗi C khoảng 827 triệu USD. Vòng tài trợ này có thể mang lại cho tổng nguồn vốn của công ty đến 1.4 tỷ USD và định giá tiền sau đầu tư là 3.7 tỷ USD.